# Едіньйо
Едіньйо (порт. Edinho, нар. 5 червня 1955, Ріо-де-Жанейро) — бразильський футболіст, що грав на позиції захисника. По завершенні ігрової кар'єри — тренер.
Виступав, зокрема, за клуб «Флуміненсе», а також національну збірну Бразилії.

## Клубна кар'єра
Народився 5 червня 1955 року в місті Ріо-де-Жанейро. Вихованець футбольної школи клубу «Флуміненсе». Дорослу футбольну кар'єру розпочав 1973 року в основній команді того ж клубу, в якій провів десять сезонів, взявши участь у 88 матчах чемпіонату. У складі «Флуміненсе» Едіньйо став частиною команди, названої «Триколор-Машина» за те, що клуб виграв три титули чемпіонату штату Сан-Паулу за 5 років, при цьому у фіналі останнього чемпіонату штату 1980 року в матчі з «Васко да Гамою», Едіньйо забив вирішальний гол, принісши перемогу в турнірі своїй команді.
У 1982 році Едіньйо перейшов до італійського клубу «Удінезе», де провів 5 років, два з яких разом зі своїм співвітчизником Зіко, будучи одним з лідерів команди. Едіньйо взяв участь в одному з найкращих періодів фріульської команди, загалом провів 138 ігор чемпіонату, забивши 22 голи (з них 10 — з пенальті).
У 1987 році Едіньйо повернувся до Бразилії, перейшовши у «Фламенго», після чого знову недовго пограв за «Флуміненсе». За два періоди виступів за рідний клуб Едіньйо зіграв у 358 іграх і забив 34 голи.
Завершив ігрову кар'єру у команді «Греміо», за яку виступав протягом 1989—1990 років. Протягом цих років виборов титул володаря Кубка Бразилії.

## Виступи за збірну
Едіньйо був у складі олімпійської збірної, яка виграла золоту медаль на Панамериканських іграх 1975 року в Мехіко і була учасником футбольного турніру на Олімпійських іграх 1976 року у Монреалі.
1977 року дебютував в офіційних матчах у складі національної збірної Бразилії.
У складі збірної був учасником трьох чемпіонатів світу — 1978 року в Аргентині, на якому команда здобула бронзові нагороди, чемпіонату світу 1982 року в Іспанії, де разом з командою здобув «срібло», та чемпіонату світу 1986 року у Мексиці, на якому взяв участь у всіх матчах у стартовому складі, був капітаном команди і забив один гол у ворота збірної Польщі, але команда вилетіла вже на стадії чвертьфіналу від французів , після чого Едіньйо завершив виступи за збірну.
Також виступав з командою на розіграші Кубка Америки 1979 року, на якому команда здобула бронзові нагороди, та Мундіаліто у 1981 році, ставши фіналістом змагань.
Загалом протягом кар'єри у національній команді, яка тривала 10 років, провів у її формі 59 матчів, забивши 3 голи.
По завершенні ігрової кар'єри грав за збірну Бразилії з пляжного футболу, з якою став переможцем домашнього домашнього  чемпіонату світу 1996 року, на якому був визнаний також найкращим гравцем.

## Кар'єра тренера
Розпочав тренерську кар'єру невдовзі по завершенні кар'єри гравця, 1991 року, очоливши тренерський штаб клубу «Флуміненсе», і виграв з клубом того ж року Кубок Гуанабара. Потім він тренував «Ботафогу» і знову «Флу», вигравши з ним ще один Кубок Гуанабара.
Згодом протягом 1993–1994 років очолював тренерський штаб португальського клубу «Марітіму», а 1994 року прийняв пропозицію попрацювати у клубі «Фламенго».
1996 року був запрошений керівництвом клубу «Віторія» (Салвадор) очолити його команду, з якою виграв чемпіонат штату Баїя. Надалі тренував ряд бразильських клубів, але домігся успіху лише в 2002 році з «Гоясом» і в 2005 році з «Атлетіку Паранаенсе», виграючи чемпіонати штатів, а також у 2004 році Едіньйо вивів «Бразильєнсе» в Серію А чемпіонату Бразилії.
Останнім місцем тренерської роботи був клуб «Гуаратінгета», головним тренером команди якого Едіньйо був з 2010 по 2011 рік.

## Титули і досягнення

### Як гравця
- Володар Кубка Бразилії (1):

«Греміо»: 1989
- Переможець Ліги Каріока (3):

«Флуміненсе»: 1975, 1976, 1980
- Переможець Ліги Гаушу (1):

«Греміо»: 1989
- Переможець Панамериканських ігор: 1975
- Бронзовий призер чемпіонату світу: 1978

### Як тренера
- Переможець Ліги Баїяно (1):

«Віторія» (Салвадор): 1996
- Переможець Ліги Гояно (1):

«Гоясом»: 2002
- Переможець Ліги Паранаенсе (1):

«Атлетіку Паранаенсе»: 2005

### Особисті
- Володар Срібного м'яча Бразилії: 1982